# Rejon wołczański
Rejon wołczański (ukr. Вовчанський район) – jednostka administracyjna wchodząca w skład obwodu charkowskiego Ukrainy.
Utworzony w 1923 r., ma powierzchnię 1888 km² i liczy 44.7 tys. mieszkańców. Siedzibą władz rejonowych jest Wołczańsk.
Na terenie rejonu znajduje się 1 miejska rada, 3 osiedlowe rady i 23 silskie rady, liczące w sumie 80 wsi i 11 osad.